# 蒂莫菲伊夫卡 (敖德薩州)
47°19′23″N 30°20′25″E / 47.32306°N 30.34028°E
蒂莫菲伊夫卡（羅馬化：Tymofiivka）是位於烏克蘭西南部敖德萨州贝雷济夫卡区舊馬亞基市鎮的村莊。該村始建於1923年，面積0.5平方公里，海拔高度148米，2001年人口94，人口密度每平方公里188人。